# Pseudobunaea deaconi
Pseudobunaea deaconi är en fjärilsart som beskrevs av Stoneham 1962. Pseudobunaea deaconi ingår i släktet Pseudobunaea och familjen påfågelsspinnare. Inga underarter finns listade i Catalogue of Life.